# Calendario etiopico
Nel calendario etiopico l'anno ha 13 mesi, di cui i primi 12 di 30 giorni ed il 13° di 5 (di 6 negli anni bisestili) e ha inizio l'11 settembre (il 12 settembre per gli anni successivi ai bisestili). Qualsiasi anno la cui cifra sia divisibile per 4 è un anno bisestile; gli anni sono distinti dal popolo coi nomi degli evangelisti, Lucàs l'anno bisestile, e successivamente gli altri 3 Iohannès, Mattieuòs, Marcòs.
La primavera (zedià) comincia il 25 megabìt, l'estate (cheremtì, le piogge) il 25 seniè, l'autunno (chenìl, il raccolto) il 25 mescherèm, l'inverno (hagài) il 25 tahsàs. Il sabato e la domenica sono giorni festivi; inoltre tutti i mesi hanno 5 feste fisse: Selestè Selassiè (Santissima Trinità) il 7, Cheddùs Micaèl (San Michele Arcangelo) il 12, Chidanè Merèt (Patrocinio della Madonna) il 16, Mariàm (la Vergine) il 21, Madhaniè Alèm o Medaniè Alèm (festa del Redentore) il 27, Lidèt (natività di Cristo) il 29 Tahsàs. Vi sono poi il Temchèt (battesimo di Cristo) l'11 ter e infine il Mascàl (esaltazione della Croce) il 17 mescherèm, ma di carattere prevalentemente politico. Sono presenti feste mobili, che si spostano cioè all'interno del calendario.
L'era etiopica è di 7 anni e 113 giorni in ritardo sull'era gregoriana: il capodanno (Enkutatash) corrisponde all'11 settembre; ad esempio l'11 settembre 1938 corrisponde al 1° mescherèm 1931.

## Mesi
| Amarico                    | Copto                          | Italiano  | Giorno d'inizio nel calendario giuliano | Giorno d'inizio nel calendario gregoriano [dal marzo 1900 al febbraio 2100] | Giorno d'inizio nel calendario gregoriano dopo il giorno bisestile etiope |
| -------------------------- | ------------------------------ | --------- | --------------------------------------- | --------------------------------------------------------------------------- | ------------------------------------------------------------------------- |
| Mäskäräm (መስከረም)           | Thout (Ⲑⲱⲟⲩⲧ)                  | Mescherèm | 29 agosto                               | 11 settembre                                                                | 12 settembre                                                              |
| Ṭəqəmt(i) (ጥቅምት)           | Paopi (Ⲡⲁⲱⲡⲉ)                  | Techemt   | 28 settembre                            | 11 ottobre                                                                  | 12 ottobre                                                                |
| Ḫədar (ኅዳር)                | Hathor (Ϩⲁⲑⲱⲣ)                 | Hedar     | 28 ottobre                              | 10 novembre                                                                 | 11 novembre                                                               |
| Taḫśaś ( ታኅሣሥ)             | Koiak (Ⲕⲟⲓⲁⲕ)                  | Tahsàs    | 27 novembre                             | 10 dicembre                                                                 | 11 dicembre                                                               |
| Ṭərr(i) (ጥር)               | Tobi (Ⲧⲱⲃⲓ)                    | Ter       | 27 dicembre                             | 9 gennaio                                                                   | 10 gennaio                                                                |
| Yäkatit (የካቲት)             | Meshir (Ⲙⲉϣⲓⲣ)                 | Iecatit   | 26 gennaio                              | 8 febbraio                                                                  | 9 febbraio                                                                |
| Mägabit (መጋቢት)             | Paremhat (Ⲡⲁⲣⲉⲙϩⲁⲧ)            | Megabìt   | 25 febbraio                             | 10 marzo                                                                    | 10 marzo                                                                  |
| Miyazya (ሚያዝያ)             | Parmouti (Ⲡⲁⲣⲙⲟⲩⲧⲉ)            | Miaz(z)ià | 27 marzo                                | 9 aprile                                                                    | 9 aprile                                                                  |
| Gənbo (t) (ግንቦት)           | Pashons (Ⲡⲁϣⲟⲛⲥ)               | Ghembot   | 26 aprile                               | 9 maggio                                                                    | 9 maggio                                                                  |
| Säne (ሰኔ)                  | Paoni (Ⲡⲁⲱⲛⲓ)                  | Seniè     | 26 maggio                               | 8 giugno                                                                    | 8 giugno                                                                  |
| Ḥamle (ሐምሌ)                | Epip (Ⲉⲡⲓⲡ)                    | Hamliè    | 25 giugno                               | 8 luglio                                                                    | 8 luglio                                                                  |
| Nähase (ነሐሴ)               | Mesori (Ⲙⲉⲥⲱⲣⲓ)                | Nehassiè  | 25 luglio                               | 7 agosto                                                                    | 7 agosto                                                                  |
| Ṗagʷəmen/Ṗagume (ጳጐሜን/ጳጉሜ) | Pikougi Enavot (Ⲡⲓⲕⲟⲩϫⲓ ⲛ̀ⲁⲃⲟⲧ) | Pagumien  | 24 agosto                               | 6 settembre                                                                 | 6 settembre                                                               |